# Híres fák listája

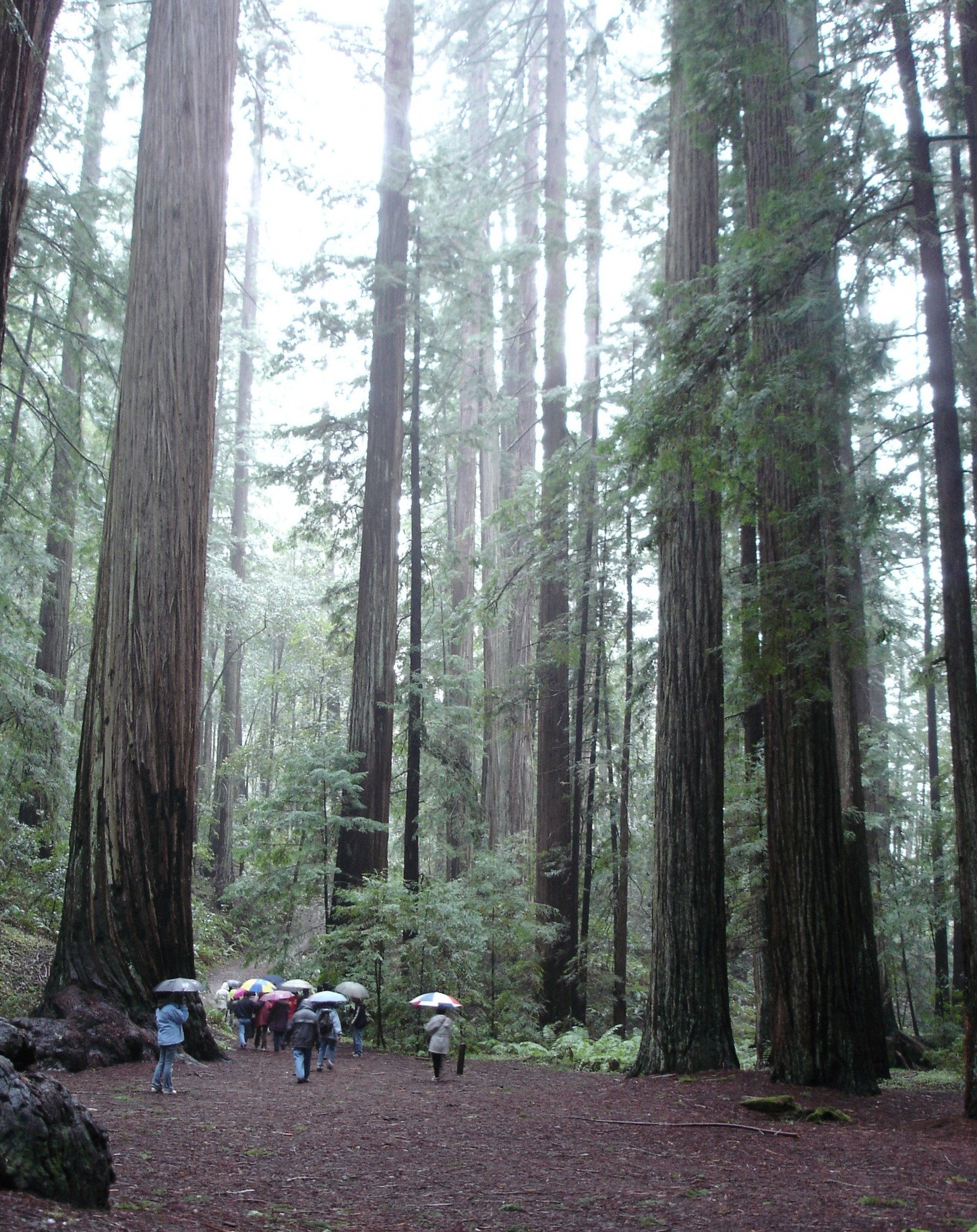
A legmagasabb faj a Sequoia sempervirens (Tengerparti mamutfenyő), amely eléri a 115 métert

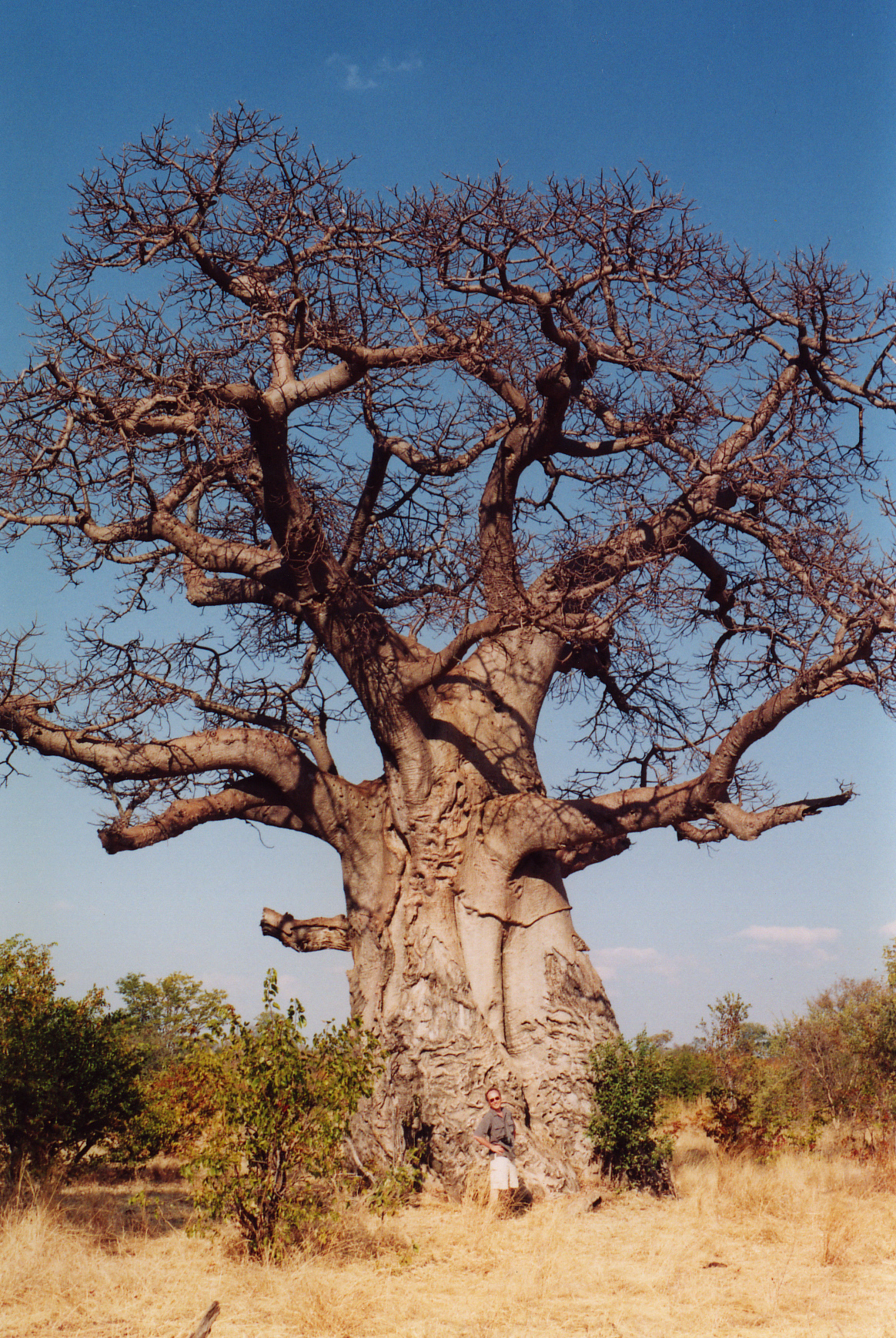
A legnagyobb törzstérfogatú faj az Adansonia digitata (Majomkenyérfa), átmérője több mint 10 m

A Sequoiadendron giganteum (Óriás mamutfenyő) faanyag tömege a legnagyobb, több mint 1400 m^{3}

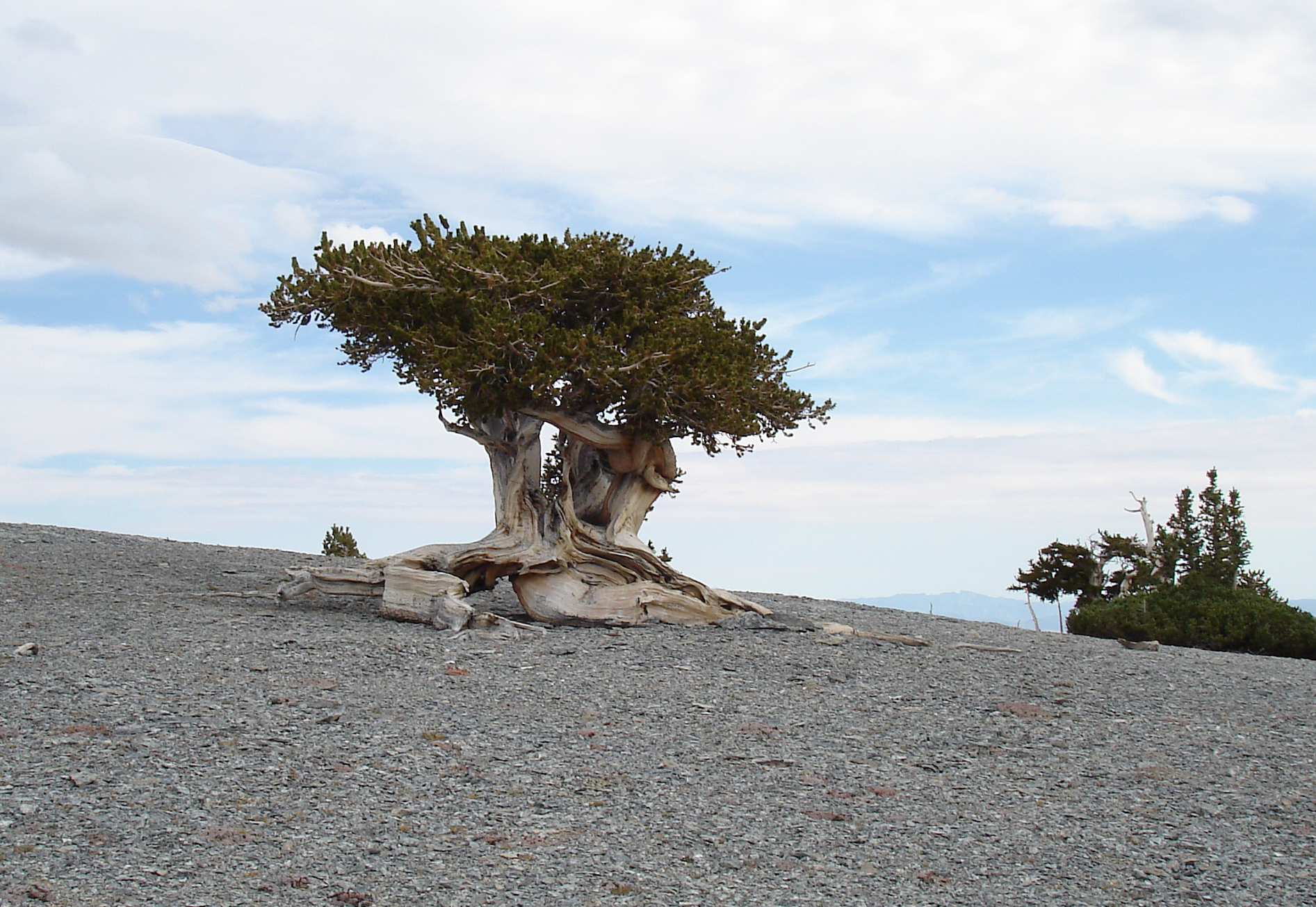
A leghosszabb életű faj a Pinus longaeva (Simatűjű szálkásfenyő), amely 5000 éven át él.

Ez a lista a világ olyan fáit tartalmazza, amelyek valamilyen okból hírnévre tettek szert. Ezek lehetnek valódi növények, mitikus fák, vagy valamely művészeti alkotás részei.

## Valódi fák

### Afrika
- A Tenere fája a világ legmagányosabb fája a Szahara sivatagban.

### Ázsia
- A Bódhifa, amely alatt Buddha megvilágosodott.
- A Bűnös kínai tudós fája, a Jingshan parkban Kínában, amelyre Csongzsen császár felakasztotta magát.
- A Changi-fa Szingapúrban, magassága 76.2 méter volt; 1942-ben kivágták
- Jomon Sugi, egy hatalmas öreg Sugi fa Japán Yakushima szigetén.
- A Sri Maha Bodhi fa Srí Lanka szigetén, amely a Bódhifa leszármazottja.
- A Ta Prohm templom fügefái Angkorban, Kambodzsa

### Európa
- Bajkusev fenyője, egy balkáni páncélfenyő Bulgáriában, a Pirin-hegységben
- Bartek, egy öreg tölgy Zagnanskban (Lengyelország)
- Bermiegói tiszafa, óriásfa Asztúriában (Spanyolország)
- Fortingalli tiszafa, Európa legöregebb fája (Anglia).
- A Glastonburyi galagonya, amelyet Arimatheai József ültetett.
- Guernica fája, a baszkokat jelképező fa.
- Hippokratész fája, amely alatt a bölcselő tanított Kósz szigetén (Görögország).
- Irminsul, a szászok szent fája, melyet Nagy Károly pusztított el 772-ben
- A Király Tölgye, amely elrejtette II. Károly angol királyt üldözői elől a Worcesteri csata után 1651-ben.
- Kongeegen, a világ egyik legöregebb tölgye (Dánia).
- A Lone-fenyő, amely a Gallipoli mellett az első világháborúban történt partraszállás jelképe lett.
- Major tölgy, vagy Az őrnagy egy öreg fa a sherwoodi erdőben (Nottinghamshire, Anglia).
- Merlin tölgye (Carmarthen, Wales).
- Rumskullai tölgy, Svédország legöregebb tölgyfája.
- A szilfa kivágása – legendás esemény Gisors mellett (Normandia) 1188-ban.

#### Magyarország
- 700 éves hársfa – Szőkedencs temetőjében (Somogy vármegye).[1]
- Basafa – Nagykőrös mellett található kocsányos tölgy, az Év fája című versenyben, 2013-ban a második  helyezést érte el.[2]
- Bátaszéki molyhos tölgy – 2015-ben az Év fája Magyarországon[3]
- Bükkábrányi ősfák – több millió éves erdőmaradvány.
- Debreceni líciumfa – botanikai különlegesség, egyháztörténeti emlék Debrecenben, a református nagytemplom közelében.
- Erkel-fa – Erkel Ferenc a hagyomány szerint e gyulai fa egykori lombjai alatt írta Bánk bán c. operáját. A fát a Várfürdő régebbi vezetése „jelölte ki” központi volta miatt. Már csak azért sem lehet ez a fa az, amely alatt a mű született, mert még kb. 10-12 évvel ezelőtt élt, és mivel egy Mezei juharról (Acer campestre) van szó, nem élhetett 1861-ben (vagy csak kis fa lehetett, semmiképpen sem „árnyas”), amikor az opera íródott. Ez semmit sem von le a fa értékéből, hiszen mindenkinek ez az Erkel-fa.
- Felsőmocsoládi öreg hárs – 2012-ben az Európai Év Fája verseny győztese (Felsőmocsolád, Somogy vármegye).[4]
- Gemenci fehér fűz, Magyarország legnagyobb fája, körmérete a 2011-es mérés alapján 620 cm.[5]
- Gödöllői vackor – az ország legöregebb vadkörtefája, Gödöllőn a Szent István Egyetem Botanikus Kertjében található, életkorát 280 évre becsülik.[6]
- Kandeláber-fa – a Rinyabesenyő és Homokszentgyörgy közti Öszpötei erdő (Somogy vármegye) hatalmas duglászfenyője, nevét különleges alakú ágairól kapta.[7]
- Libanoni cédrus – a budai parkerdőben található, a II. Kondor úton,[8] Fedák Sári színésznő házának közelében.
- Libanoni cédrus – Alcsútdoboz[9]
- Mátrai ősjuhar – Parádsasvár (Parádsasvári ősjuhar, Mátrai Békefa stb.). A mátrai juhar elsőként megtalált példánya volt. Parádsasvártól kb. 600 méterre, a Köszörűs-patak parádi-tarnai torkolatánál állt, a 24-es számú út jobb oldalán. Betonkerítéssel volt körbevéve. A fa azért volt különleges, mert jelen tudásunk szerint a Földön sehol máshol nem írtak le még ilyen fát.[forrás?] A fának – melyet Papp József talált meg 1952-ben – sem levélalakja, sem kérge, sem a termése nem hasonlított a többi juharéhoz. E fához hasonló juharfa a felső miocén korban, kb. 5-20 millió évvel ezelőtt élt. Innen származik az ősjuhar elnevezés. A tudósok véleménye megoszlik: egy részük önálló fajnak, más részük a mezei juhar változatának tekintik. Egy biztos ilyen fával jelenleg a világon egyedül itt találkozhatunk. Bár évről évre termést nevelt, utódja nem fejlődött. 1954 óta védett.[10] 2014-ben elpusztult.[11][12]
- Normafa – A kedvelt budapesti kirándulóhely névadóját a Margit-szigetre szállították.
- Ördögigafa – különös formájú hatalmas bükk Sümeg közelében.
- Patkó Bandi fája – Barcs külterületén álló óriási kocsányos tölgy.[13]
- Petőfi-fa – egy elpusztult tölgyfa csonk Nagyar település határában, ahol a hagyomány szerint Petőfi Sándor a valaha hatalmas lombkoronájú fa alatt írta, A Tisza című versét, 1847-ben.
- Szabadságfa – Kaposváron egy iskola udvarán áll. Az 1848–1849-es szabadságharc és Trianon emlékére ültették 1929-ben, 2019-ben az Év Fája lett.
- Zsennyei tölgy – Az ország legidősebb fájának tartott tölgy 2006-ban elpusztult.

### Észak-Amerika
- Az Angyaltölgy 1400 éves fa (Johns Island) az Amerikai Egyesült Államokban, a dél-karolinai Charleston közelében.
- Az Árbol del Tule, a világ ismert legvastagabb törzsű fája (Santa María del Tule, Oaxaca, Mexikó).
- A Charter-tölgy, amelynek odvában Connecticut állam alkotmányát elrejtették.
- El Palo Alto, vörösfenyő Palo Altóban (Kalifornia).
- Kettő fa, ami önmaga tulajdona, az egyik sőt a környezetéé is 2,5 méteres sugárban (Athens, Georgia). A másik fa Alabama államban, Eufaulában található.
- Geneseo Nagy Fája – alatta kötötte meg Robert Morris a hires szerződést, amelyben megvásárolta a mai New York nyugati részét a Seneca törzstől.
- Grant tábornok fája, „a nemzet karácsonyfája” az Amerikai Egyesült Államokban, egy óriás Sequoia, a Kings Canyon Nemzeti Parkban (Kalifornia).
- Kiidk'yaas, a haida nép szent fája a Queen Charlotte szigeteken (Kanada).
- A Magányos cédrus, a kaliforniai Pebble Beach jelképe.[14]
- La Pochota, jellegzetes gyapotfa a mexikói Chiapa de Corzo városban (Chiapas állam)
- A Matuzsálem-fa, az ismert legöregebb élőlény (mintegy 4700 éves) (Kalifornia).
- Pioneer Cabin Tree, több mint 1000 éves mamutfenyő Kalifornia államban, amely 2017 januárjában vált egy vihar áldozatává.
- A Prométheusz-fa a világ legöregebb élőlénye volt, 1964-ben kivágták.
- Sherman tábornok fája, a világ legnagyobb élőlénye a Sequoia Nemzeti Parkban (Kalifornia).
- A Szabadságfa (Boston, Massachusetts).
- A Szerződés fája, a komancs és tonkawa indiánok szent fája (Austin, Texas).
- A Sztratoszféraóriás a világ jelenlegi legmagasabb fája (Kalifornia).
- Washington-fa, a világ egyik legmagasabb fája (Kalifornia).

## Mítoszok, vallások fái

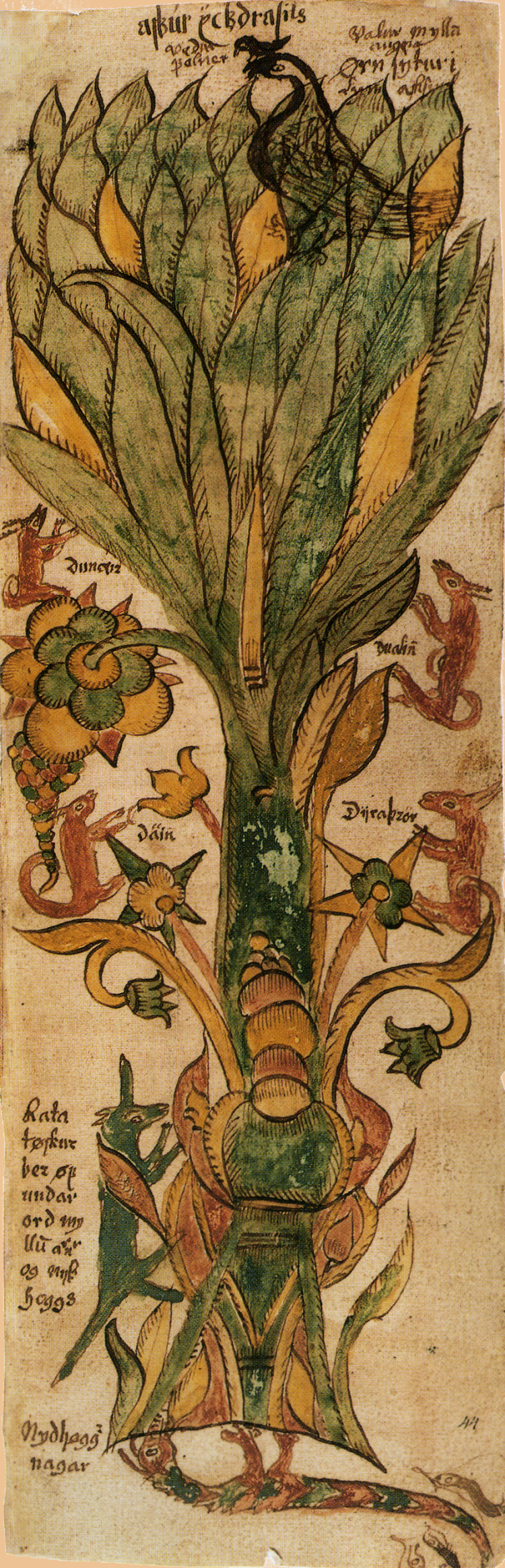
A skandináv mitológia világfája, az Yggdrasil egy 17. századi kéziratos könyvben

- Az élet fája és a jó és a rossz tudásának fája – az Édenkert két fája a Bibliában,
- Égig érő fa – meseelem, a magyar népmesekincsnek is fontos része.
- Ised-fa, ókori egyiptomi szent fa, melynek leveleire a fáraók nevét feljegyezték
- Jessze fája – Jessze törzséből sarjadó fa, amely Jézus családfája,
- Jievaras – a litván mitológia világfája,
- Világfa – egy óriási tölgy, amely a Világegyetemet hordozza a szláv mitológiában,
- Wacah Chan – a maja mitológia világfája,
- Yggdrasil – a skandináv mitológia világfája.

## Kitalált fák, műalkotások
- Csontváry Kosztka Tivadar: Magányos cédrus[14]
- Fűzfa apó és a huornok a Gyűrűk Urában, ugyanott Szilszakáll és az entek
- Jelzőlámpa fa, londoni köztéri szobor
- A varsafák A tűz és jég dala könyvsorozatból, valamint a feldolgozásából a Trónok harca filmsorozatból